# Кобза (сайт)
Кобза — українці Росії  — незалежний правозахисний сайт, який присвячений українцям у Росії. У Росії сайт заблоковано.

## Історія
Створений 6 червня 2001 року за ініціативи члена ОУР (Об'єднання українців Росії) Василя Коломацького (Канада), голови ОУН Руху м. Москви Віктора Гуменюка (Москва).
2001 серпень  — до редакційної колегії приєднався Голова Уральської асоціації українців професор Стефан Паняк. У цьому ж місяці в Києві були проведені організаційні збори учасників проекту. Обрана редакційна колегія: Головним редактором став професор Стефан Паняк (Єкатеринбург), до обов'язків якого входило визначення напрямку сайту і зв'язок із громадою Росії, Василь Коломацький  — директор сайту, мав вирішувати фінансові та організаційні питання.
З 2016 року Центральний державний електронний архів України почав співпрацю з незалежним сайтом діаспори «Кобза — українці Росії» щодо постійного зберігання повних копій вебресурсу.

## Мета
У зв'язку із масовими порушеннями російською владою національних прав українців у Росії метою сайту стала правозахисна діяльність скерована на опікування українською діаспорою, виборювання її прав. Редакція доносить до загалу маловідомі і малодосліджені проблеми української громади, надає максимальну інформацію про її життя на теренах Росії, публікує дослідження про діаспору.
| Вважаю, що «Кобза» відіграє важливу роль у житті української діаспори у Росії. Ми єдині у Росії публічно захищали ногінські парафії УПЦ КП. Ми єдині провели кампанію «Ні — убивствам і розправам!» проти вбивств і нападів на українських активістів з боку путінського режиму. Після кампанії напади на кілька років припинилися. Ми публікували правозахисні звернення Комісії Людських і Громадянських Прав СКУ, зокрема — звернення до Комісарів ОБСЄ у справах національних меншин, в яких давалася ґрунтовна оцінка стану української діаспори. Ми були і лишаємося чесним українським голосом, який правдиво свідчить про дискримінований стан української діаспори у Росії, а з іншого боку, свідчимо про незламність українського духу і спрагу українців до рідної культури. Василь Коломацький |

## Специфіка
Матеріали «Кобзи» мають науковий і правозахисний характер. Сайт безкоштовно надає місце для вебсторінок демократичним українським організаціям Росії. В рамках сайту є окремі регіональні розділи:
- Барвінок-Криниця (Пушкіно)
- Батьківщина (П.- Камчатський)
- Бурштин (Калінінград)
- Вербиченька (Нижнєкамськ)
- Вісник (Краснодар)
- Вісті (Єкатеринбург)
- Голос України (Тюмень)
- Горлиця (Владивосток)
- Далекосхідна хвиля (Хабаровськ)
- Джерело (Томськ)
- Дивоцвіт (Казань)
- Калина (Петрозаводськ)
- Калинові грона (Нижній Новгород)
- Київська Русь (П.-Сахалінськ)
- Клекіт (Іркутськ)
- Кобзар (Оренбург)
- Краяни (Димитровград)
- Криниця (Уфа)
- Рус (Самара)
- Рушники (Златоуст)
- Східна Слобожанщина (Вороніж)
- Україна (Сиктивкар)
- Українська мрія (Новосибірськ)
- Українські новини (С.-Петербург)
- Українська родина (Сургут)
- Українське слово (Мурманськ)
- Український клуб (Ростов-на-Дону)
- Український часопис (Саратов)
- Українці Москви
- Український огляд (Москва)
- Український Історичний Клуб

На сайті існує гостьова книга (місце для відгуку читачів). Редакція цінує вільну думку і дискусії. Дискусії ведуться про шляхи розвитку діаспорних організацій в основному із т. з. «московською групою» ОУР, яку згодом ліквідував Путін, але на його місці виник УКР (Українці Росії) нині представляють москвичі Валерій Семененко та Віктор Гіржов (раніше представляли Олександр Руденко-Десняк та Юрій Кононенко). Головні і незмінні вимоги «Кобзи»  — чесні вибори керівництва і звітність керівників перед організацією.
«Кобза»  — проукраїнський сайт Росії, хоча формально за пропискою є сайтом київським.
У 2011 році Василь Коломацький у Сумах увійшов до Ініціативної групи зі створення «Асоціації діаспорної преси»  — неформального клубу головних редакторів діаспорних видань. До цього моменту цю ідею реалізувати не вдалося.

### Параметри
5—6 тисяч публікацій, 200—250 читачів на добу. Сайт оновлюється щоденно.

### Правозахисні кампанії «Кобзи»
- Захист Ногінських парафій (посил.)
- Протести проти вбивств та нападів на українських активістів у Росії.
- Публікація правозахисних документів КЛГП, та офіційних документів СКУ.
- Боротьба за демократичні норми ОУР-ФНКА (чесні вибори і звітність керівництва діаспори).
- Підтримка обох українських Майданів.
- Проти військової агресії Росії на Сході України.

## Редакційна колегія
- Директор і головний редактор: Василь Коломацький (Канада)
- Редактор: Алла Акіменко (Суми),
- Редактор: Наталя Литвиненко-Орлова (Мурманськ),
- Редактор: Митрополит Адріан (Ногінськ, Московська обл.),
- Редактор: Ігор Роздобудько (Москва)

#### Працювали в редакції
Стефан Паняк (Єкатеринбург) — колишній директор.
Андрій Бондаренко (Самара) — колишній головний редактор.
Єлизавета Кейль (Запоріжжя) — колишній редактор.
25 січня 2015 року, у зв'язку із тиском російської влади, директор сайту професор Стефан Паняк склав повноваження директора сайту. Нині функції директора виконує Василь Коломацький.

### Фінансування
На початку свого існування сайт отримав щедру підтримку (1300 ам. дол.) від «Ліги українців Канади» (Торонто).
Протягом 10 років сайт отримував підтримку від Світового Конґресу українців, але за головування в СКУ Евгена Чолія (Канада) ця підтримка припинилася.
Сайт має постійного спонсора  — Лігу Українців Канади (ЛУК)  — який щорічно жертвує в бюджет Кобзи 900 канадських доларів. Решту бюджету складають особисті внески членів Редакції. Редакція підтримує теплі відносини з професором Юрієм Даревичем (Торонто), Олегом Романишиним (Торонто), Орестом Стецівим (Торонто) та академіком Тарасом Дудко (Москва).
На цей час бюджет сайту складає 2,700 американських доларів на рік. Як і будь-який діаспорний проект, сайт потребує фінансової допомоги для свого подальшого розвитку.

## Оцінка діяльності
Сайт «Кобза-українці Росії» разом із сайтом «Український огляд» (головний редактор Віктор Гіржов) містить якнайповнішу інформацію з теми життєдіяльності української діаспори в Російській Федерації у XXI столітті.
За понад 10 років свого існування сайт неабиякої популярності серед діаспорних кіл і на сьогодні є безперечним лідером українського Інтернету в Росії.